# Rolf Mülhaupt
Rolf Mülhaupt (* 13. September 1954 in Waldshut-Tiengen) ist ein deutscher Chemiker (Makromolekulare Chemie). Er war Direktor des Instituts für Makromolekulare Chemie, des Freiburger Materialforschungszentrums und des Freiburger Zentrum für interaktive Werkstoffe und bioinspirierte Technologien (FIT) an der Albert-Ludwigs-Universität Freiburg.
Mülhaupt besuchte das Hochrhein-Gymnasium in Waldshut und studierte ab 1973 Chemie an der Universität Freiburg mit dem Diplom 1978 und wurde 1981 an der ETH Zürich bei P. Pino promoviert (Stereospezifische Polymerisation von 1-Olefinen mit basenmodifizierten MgCl2/TiCl4/AlR3-Katalysatoren). Er war Stipendiat der Studienstiftung des Deutschen Volkes. Nach der Promotion ging er zu DuPont Central Research and Development in Wilmington (Delaware) und 1985 wurde er Gruppenleiter in der Abteilung Kunststoffe und Additive der Ciba AG in Marly FR. 1989 wurde er Professor für makromolekulare Chemie an der Universität Freiburg.
Er forscht an der Herstellung, Charakterisierung und Verarbeitung neuartiger Polymere und polymerer Verbundwerkstoffe. Er arbeitete an seinem Institut interdisziplinär und suchte enge Zusammenarbeit mit der Industrie. Mülhaupt selbst hält eine Reihe von Patenten. Er arbeitet an polymeren Systemen, die von der Biologie inspiriert auf Veränderungen in der Umwelt mit Änderung der Materialeigenschaften reagieren.
Seit 1992 war er außerdem geschäftsführender Direktor des Freiburger Materialforschungszentrums (FMF).
2009 erhielt er den Hermann-Staudinger-Preis. Er ist Mitglied der Heidelberger Akademie der Wissenschaften. Seit Oktober 2020 ist er emeritiert.